# Diphyus sycophantus
Diphyus sycophantus là một loài tò vò trong họ Ichneumonidae.